# ウェメ県
ウェメ県 (ウェメけん、Département de l'Ouémé)はベナン南東部の県。
2013年の人口は109万6850人、面積は1281km2、人口密度は856人/km2。
県都は憲法上の首都のポルトノボ。

## 地理
- 北：ズー県
- 東：プラトー県
- 南東：ナイジェリアのオグン州およびラゴス州
- 南：ベニン湾
- 南西：リトラル県
- 西：アトランティック県

ナイジェリア国境附近から流れてきたオクパラ川がノクエ湖へと注ぎ、海へ出る。
ノクエ湖には水上の村が築かれ、外敵から身を守る最良の居住方法であり、現在でも存在する。

## 下位行政区画

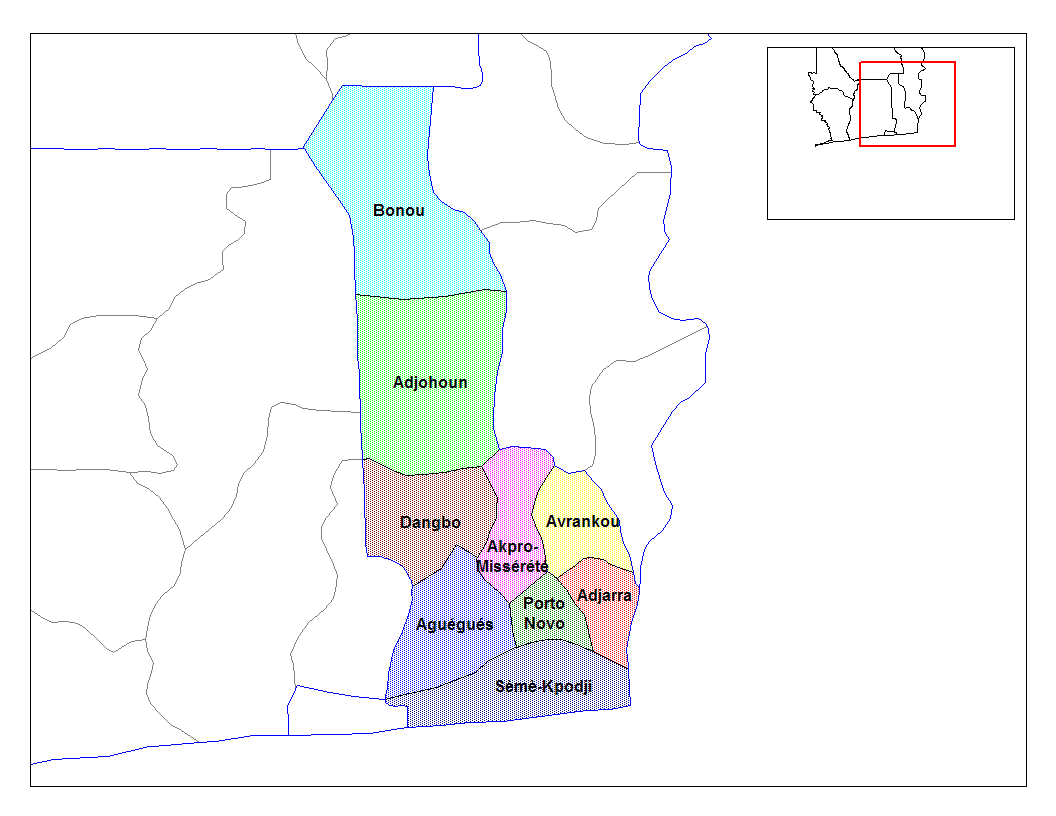
ウェメ県内の自治体

- Adjarra
- Adjohoun
- Aguégués
- Akpro-Missérété
- Avrankou
- Bonou
- Dangbo
- ポルトノボ
- Sèmè-Kpodji